# 安青籃球隊
安青籃球隊（On Ching Basketball Team），是香港的一支籃球隊，現時為香港籃球聯賽甲二組參賽球隊。2009年於香港籃球聯賽甲一組獲得季軍，取得球隊史上最佳聯賽成績。

## 球隊歷史
由一班安置所青年之家前成員創立。2007年，安青贏得香港籃球聯賽甲二組冠軍，首次取得升上甲一組作賽資格。
2009年，安青升上甲一組第二個賽季，便以香港籃球聯賽甲一組常規賽第四名身份，首次成功晉身季後賽。於季軍戰以場數二比一擊敗飛鷹，獲得季軍，取得球隊成立以來最佳聯賽成績。
2010年，由於上屆奪得季軍的功臣遭到其他球隊挖角紛紛離隊他投，只剩下歐陽維光一人留隊，惟有改為起用殷兆俊、徐遠成、鍾俊昇等一班新秀，實力大為削弱，未能再次躋身季後賽，最終只能獲得第五名。
2011年，安青有徐遠成、劉子禮、歐陽維江轉投福建，惟有吳嘉麒與蕭劍榮兩名南華舊將加盟，實力仍能保持。
2015年，安青在甲一聯賽排第八，降班。
現時安青在香港甲二籃球聯賽比賽。

## 管理層及職員名單
- 創辦人：梁廣增
- 會長:
- 主席：
- 總監：
- 領隊：蔡景如
- 副領隊:
- 教練:朱耀明，馬松發，何志偉
- 助教:
- 物理治療師：
- 球隊助理：

## 曾效力球員
- 李樹榮
- 張嘉偉
- 歐陽展邦
- 溫梓豐
- 殷兆俊
- 葉俊傑
- 葉俊輝
- 袁嘉豪
- 鍾俊昇
- 吳嘉麒
- 蕭劍榮
- 鄭國義
- 林凱光
- 蔡熾洪
- 連浩駿
- 黃晞峻
- 張梓輝

## 球隊榮譽
- 香港籃球聯賽甲二組冠軍 一次(2007年)
- 2009年甲一組第三名

## 著名球員
- 周健宏、徐遠成、周家駒[4]、陳張敏、惠龍兒、葉嘉浩、石少基、宗銘達、黃德文、歐陽維江、李樹榮、梁兆華、連浩駿、朱耀明、葉俊傑

## 外部連結
- 香港籃球總會網頁（页面存档备份，存于）